# Polystachya pocsii
Polystachya pocsii är en orkidéart som beskrevs av Phillip James Cribb. Polystachya pocsii ingår i släktet Polystachya och familjen orkidéer.
Artens utbredningsområde är Tanzania. Inga underarter finns listade i Catalogue of Life.